# Kronenburg (Noordrijn-Westfalen)
Kronenburg is een oud stadje in het Duits-Belgische grensgebied, gelegen aan de Kyll. Het heeft een kleine 500 inwoners. Sinds 1969 maakt het deel uit van de gemeente Dahlem. Het plaatsje ligt voor een groot deel binnen de vroegere burcht Kronenburg.

## Geschiedenis
Kronenburg wordt voor het eerst genoemd in 1277. Destijds behoorde de Kronenburg toe aan de heren van Kronenburg. Dit geslacht stierf in de 14e eeuw uit. Het kasteel verwisselde daarna vaak van eigenaar tot het in handen kwam van de Graven van Blankenheim. In 1794 veroverden de Fransen de burcht en vernielden hem grotendeels. Omdat de bewoners daarna stenen voor de wederopbouw nodig hadden, besloot men de vroegere burchttoren af te breken.
Tussen 1795 en 1814 was het gebied onderdeel van het departement Ourthe. Na Waterloo werd het met het hele oostelijke deel van het departement (kantons Eupen, Malmedy, Sankt Vith, Kronenburg en Schleiden) aan Pruisen toegewezen. 
Bijzonderheid in de burcht is het kerkje uit 1499. Bij de noordelijke ingang is nog een oude torenwoning te zien, dat het huis van de familie Von Palandt is; de laatste adellijke familie van Kronenburg.